# Clethra skutchii
Clethra skutchii là một loài thực vật có hoa trong họ Clethraceae. Loài này được Standl. & Steyerm. mô tả khoa học đầu tiên năm 1940.